# Sébastien Grall
Pour les articles homonymes, voir Grall.
Sébastien Grall, né le 20 mars 1954 à Paris 8e et mort le 11 juillet 2013 à Paris 14e, est un réalisateur et scénariste français.

## Biographie
Il a notamment réalisé Les Milles ainsi que Un petit Parisien adapté du roman de Dominique Jamet.
Il est le gendre de Philippe Noiret et Monique Chaumette.
Il meurt à l'âge de 59 ans le 11 juillet 2013, dans le 14e arrondissement de Paris.

## Filmographie
Réalisateur
- 1986 : La Femme secrète
- 1989 : Un père et passe
- 1995 : Les Milles
- 1998 : Mirage noir (TV)
- 2002 : Un petit Parisien (TV)
- 2003 : Les Enfants du miracle (TV)
- 2003 : Un été de canicule (TV)
- 2005 : L'Homme pressé  (TV)
- 2006 : La Blonde au bois dormant  (TV)
- 2006 : Trois femmes... un soir d'été  (TV)
- 2008 : Monsieur Neuwirth, tenez bon ! (TV)
- 2009 : Clara, une passion française  (TV)
- 2012 : Autopsie d'un mariage blanc (TV)
- 2013 : Surveillance (TV)

Assistant réalisateur
- 1977 : Le Juge Fayard dit « le Shériff » d'Yves Boisset
- 1977 : La Question de Laurent Heynemann
- 1979 - Le Divorcement de Pierre Barouh
- 1981 : Nestor Burma, détective de choc de Jean-Luc Miesch

Acteur
- 1976 : Le Jardin des Hespérides de Jacques Robiolles

## Récompenses
- 2002 : Meilleure réalisation pour Un petit Parisien (récompensé de 2 autres prix) au Festival de la fiction TV de Saint-Tropez[1]
- 2013 : Meilleur réalisateur au Festival des créations télévisuelles de Luchon pour Surveillance